# Everton (Fußballspieler, 1983)
Everton, mit vollem Namen Everton Ramos da Silva (* 8. Juni 1983 in São Paulo), ist ein brasilianischer Fußballspieler. Er spielt auf der Position eines Stürmers.

## Karriere
Everton kam von Grêmio Barueri zum niederländischen Verein Heracles Almelo, bei dem er seit dem 1. Juli 2006 in der Eredivisie aktiv war. In der Saison 2010/11 verbesserte er einen Vereinsrekord, der seit 1964 Bestand hatte: Damals hatte Roelof „Isy“ Greving für Heracles 14 Tore in einer Erstligasaison erzielt; Everton übertraf dies 2010/11 um einen Treffer. Auch mit seinen zu Ende der Saison insgesamt 51 Treffern war er zu dem Zeitpunkt bester Eredivisie-Torschütze des Vereins. In sieben Jahren bei Heracles erzielte er insgesamt 70 Tore in 218 Ligapartien, ehe er im Sommer 2013 zum saudischen Verein al-Nasr FC wechselte. Hier blieb er bis Januar 2014. Erst im Juli des Jahres erhielt der Spieler einen neuen Vertrag bei Shanghai Shenxin in China. Zur Saison 2016 kehrte er in seine Heimat zurück. Hier spielte Everton bis April 2018 bei unterklassigen Klubs. Seit Juli 2018 tingelt er durch portugiesische Klubs.